# 天主教潞安教区
潞安教区（Dioecesis Lunganensis）是天主教在中国山西省设立的一个教区。

## 历史
1654年，天主教传入山西省潞安府潞城县马厂村(今潞州区)，不久传入壶关县安口、长治县西苗、屯留县姜家庄、潞城羌城、郊区高庄、安阳、北石槽、城区紫坊等村庄。1696年10月15日，从南京教区分设山西代牧区。1712年，山西代牧区并入陝西代牧区。1844年3月2日，恢复山西代牧区。1873年，马厂村建造耶稣圣心主教座堂，以及修道院、修女院、学校等。
1890年6月17日（清光緒十六年），罗马教廷將山西劃為山西北境代牧区和山西南境代牧区。山西北境代牧区包括太原、大同、汾州、寧武、朔平五府；忻州、代州、永寧、平定、朔州、渾源、應州、保德、苛嵐九州，以及陽曲、榆次、平遙、臨縣、孝義、五台等51州縣。教徒 13000餘人，主教座堂設太原，主教为意大利籍方济各会士艾士杰；山西南境代牧区包括潞安、澤州、平陽、蒲州四府；絳州、解州、霍州、遼州、沁州、吉州、隰州，以及長治、潞城、屯留、武鄉、洪洞、靈石等54个州县，教徒9000余名，主教座堂設潞安府马厂村，首任主教为荷兰籍方济各会士艾定禄（Martinus Poell），次年病故。由贺广才神父出任第二任主教。1901年，第三任主教翟守仁将主教府迁入潞安府（长治）城内南街。
1924年12月3日，山西南境代牧区根据主教驻地更名为潞安府代牧区。至苗其秀主教（1927－1943年）时代，教友已增长到数万人。1932年及1936年，潞安府代牧区先后由潞安教区划出洪洞、绛州两教区。1946年4月11日，潞安府代牧区升格为潞安教区。同年，长治解放，外籍教士撤离，教区由国籍主教、神父管理。
1982年7月15日，潞安教区改名为长治教区，包括长治的13个县市区和晋城市的5个县市区；1992年4月23日，李维道主教就任长治教区首任正权主教，也是教区第一任国籍主教。今天的潞安教区，有神父48位，修女70余位，修生二十余位。潞安教区圣召比较繁荣，今天除在本教区工作的数十位神父外，在全国各教区服务的神父也有数十位。

## 教堂
开放圣堂70余座
- 长治市安古巷天主堂
- 紫坊村天主堂
- 北郊高庄村天主堂
- 北郊马厂村耶稣圣心天主堂
- 北郊安阳村天主堂
- 北郊李沟村天主堂
- 北郊北黄天主堂
- 长治县西苗村天主堂
- 潞城市羌城天主堂
- 潞城市南天贡村天主堂
- 潞城市西天贡天主堂
- 潞城市南关村天主堂
- 襄垣县赵家岭圣母朝圣地
- 屯留县王庄村天主堂
- 屯留县郭村天主堂
- 屯留县老军庄天主堂
- 屯留县东李高天主堂
- 壶关县石坡乡安口村圣母七苦天主堂（长治教区信仰发源地[1]）
- 长子县酒村天主堂
- 武乡县上司村天主堂
- 晋城市小寨村天主堂
- 阳城县小南岭天主堂
- 陵川县太和村天主堂
- 高平市果则沟村天主堂

## 教徒
1890年创立时有教友9000人。1950年有教徒30,000人。现有教友4万多人。

## 历任主教
- 艾定禄（Martinus Poell）1890-1891
- 贺广才 Bishop Giovanni Antonio Hofman, O.F.M. 荷兰。1891年－1901年
- 翟守仁 Bishop Alberto Odorico Timmer, O.F.M. 荷兰。1901年－1927年
- 苗其秀 Bishop Fortunato Antonio Spruit, O.F.M. 荷兰。1927年－1943年
- 康济民 Bishop Francis Gerard Kramer, O.F.M. 荷兰。1946年－1953年
- 李维道：1983年－1998年
- 李毅 Bishop Ermenegildus Li 1998年－2012年
  - 靳道遠（荣休），圣名安德肋 Bishop emeritus Andreas Jin 2000年－2008年，生于1929年6月13日，2019年11月20日去世
- 丁令斌 Bishop Peter Ding Lingbin 2016年—